# Pardomima telanepsia
Pardomima telanepsia là một loài bướm đêm trong họ Crambidae.